# Lynn Boylan

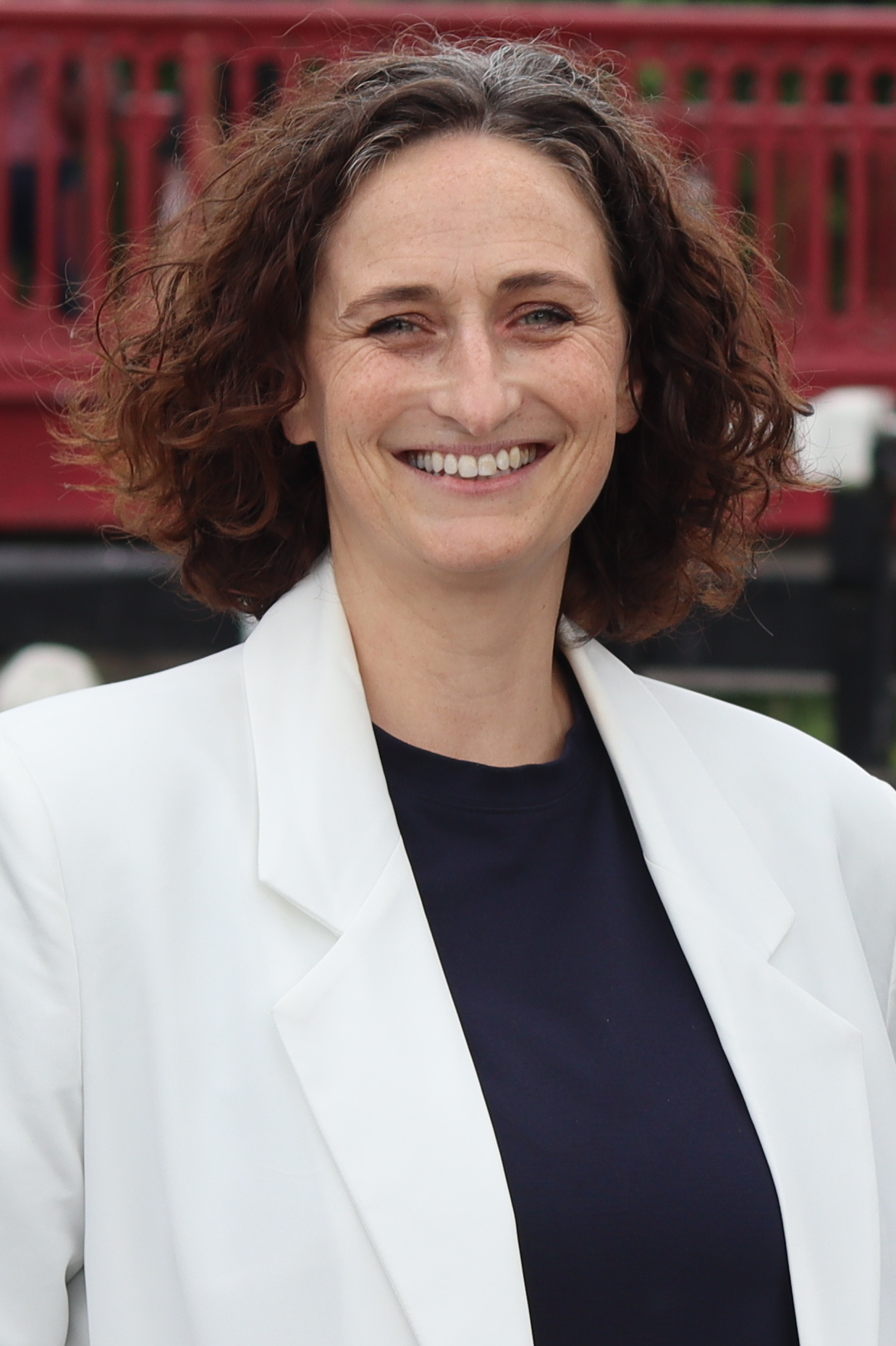
Lynn Boylan im 2021

Lynn Boylan (irisch Lynn Ní Bhaoighealláin, * 29. November 1976 in Dublin) ist eine irische Politikerin der Sinn Féin.

## Leben
Lynn Boylan ist in Tallaght im Süden von Dublin aufgewachsen. Mit zwölf wurde ein Leserbrief von ihr zu einem Streik der Busbetriebe veröffentlicht. Ihr Vater war Busfahrer. Während der Schulzeit absolvierte sie eine 1-jährige journalistische Weiterbildung in Ballyfermot, doch verfolgte sie diese Karriere nicht weiter. Boylan studierte an der University College Dublin. Danach begann sie sich als Freiwillige für den Naturschutz in Killarney einzubringen. Dort arbeitete sie mit dem Irish Wildlife Trust zusammen. Später Unterrichtete sie Vollzeit am Killarney-Nationalpark über Umweltschutz.

### Politische Laufbahn
2005 trat sie Partei Sinn Fein bei und das eher zufällig. Sie beklagte sich öfter bei einem Parteimitglied, dass zu wenig über die Sinn Fein in den Nachrichten zu lesen sei, worauf er sie nach etwa einem Monat dazu einlud der Partei beizutreten. Ihr Umfeld war damals überrascht, dass sie nicht in einer Grünen Partei politisierte. Sie war von 2014 bis 2019 Abgeordnete im Europäischen Parlament und dort Mitglied der GUE/NGL-Fraktion im Ausschuss für Umweltfragen, öffentliche Gesundheit und Lebensmittelsicherheit. Nachdem sie bei der Europawahl 2024 erneut ins Europäische Parlament gewählt wurde, ist sie in der 10. Legislaturperiode (2024–2029) Mitglied im Ausschuss für internationalen Handel und im Ausschuss für Umweltfragen, öffentliche Gesundheit und Lebensmittelsicherheit.